# 司空薰
司空薰（？—？），臨淮人，五代十国时荆南政治人物。
司空薰是唐朝知制誥司空圖的族子，武信王高季興時和梁震、王保義為其幕府謀士，遇事時經常匡正高季興。後梁滅亡，唐莊宗李存勗入洛陽，下詔慰諭藩鎮；司空薰勸高季興入朝拜會籠絡李存勗，但梁震上諌不可。高季興聽從司空薰，最後幾乎不能回來。
然而後唐不攻打江陵，先滅前蜀也是因為司空薰之言導致，之後司空薰於史書失去記載。